# Nové Domky (Velký Beranov)
Nové Domky (německy Neuhäuseln) jsou osada v okrese Jihlava v kraji Vysočina, jedna z šesti základních sídelních jednotek obce Velký Beranov. Nachází se asi 5,6 km severovýchodně od centra Jihlavy a asi 2,5 km od okraje jejího zastavěného území.
Osadou prochází větev silnice II/602H. Do roku 2020 tudy vedla silnice II/602, která nyní tvoří obchvat Velkého Beranova i Nových Domků.

## Geografie
Nové Domky se nacházejí přesně uprostřed trojúhelníku tvořeného obcemi Velký Beranov, Malý Beranov a vesnicí Henčov. Protéká tudy krátký bezejmenný potok, levostranný přítok nedaleko protékající řeky Jihlavy. Tento potok překonává kamenný most, postavený v 18. století. V blízkosti křižovatky a autobusové zastávky leží 100 metrů dlouhý bezejmenný rybník. U břehu Jihlavy nedaleko Nových Domků stojí dosud funkční Holův mlýn, poprvé zmiňovaný v roce 1368.
Nedaleko silnice je v Nových Domkách postavena zvonička a kříž s nápisem Pojďte ke mně všichni, kteří pracujete a obtíženi jste, já vás občerstvím! (Mt, 11,28). Další dva kříže jsou podél cesty z Nových Domků do Malého Beranova.

## Galerie

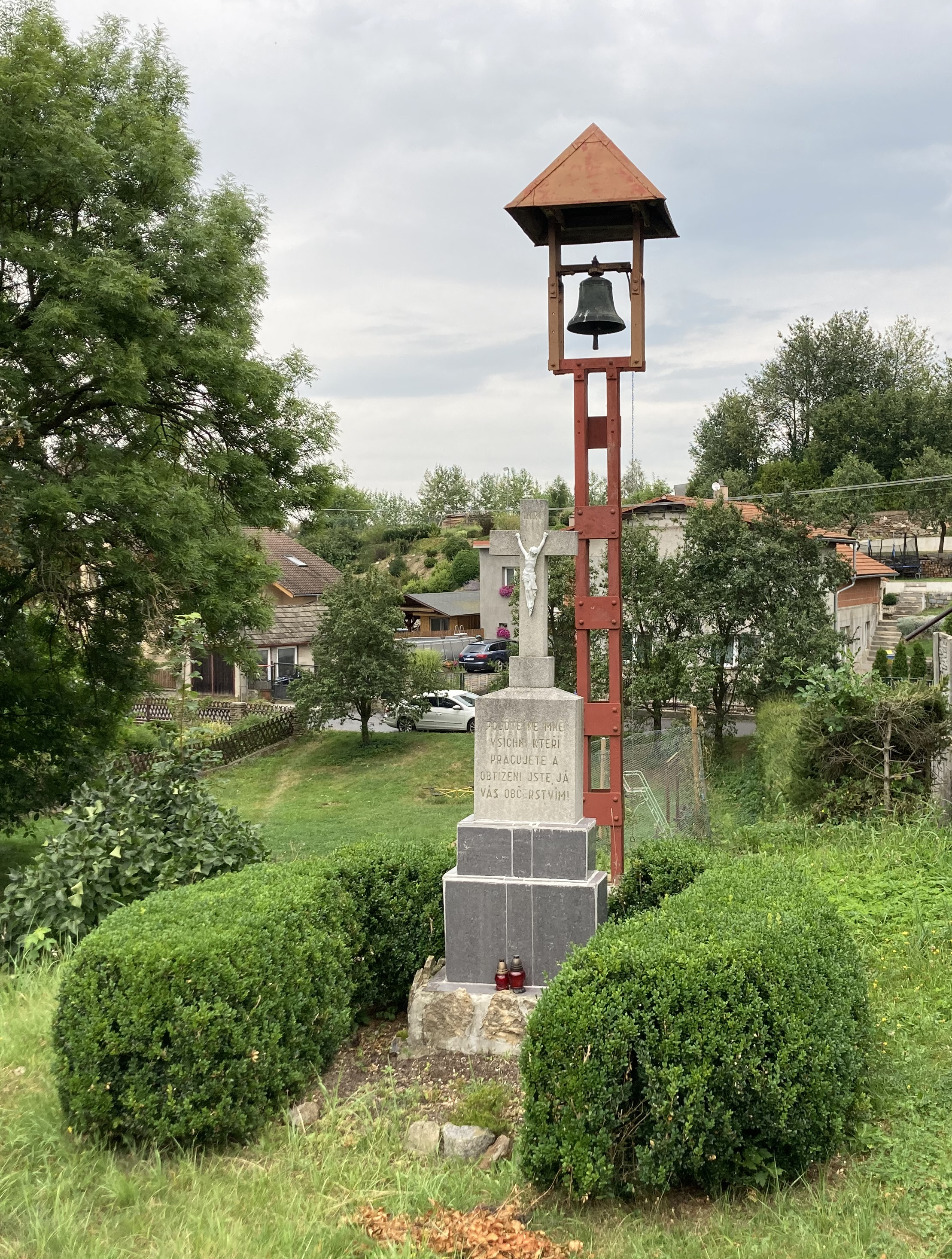
kříž a zvonička
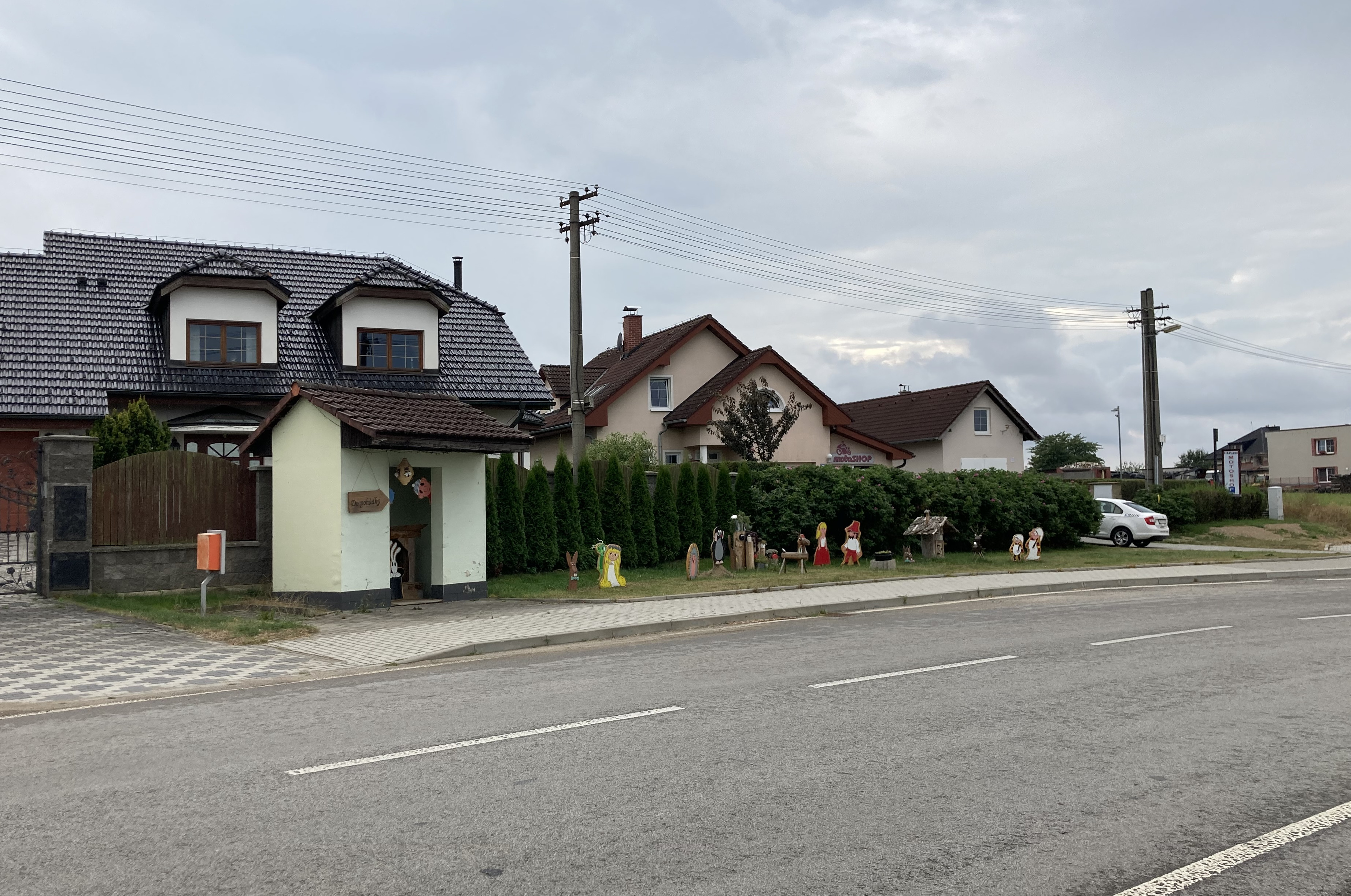
střed osady s autobusovou zastávkou
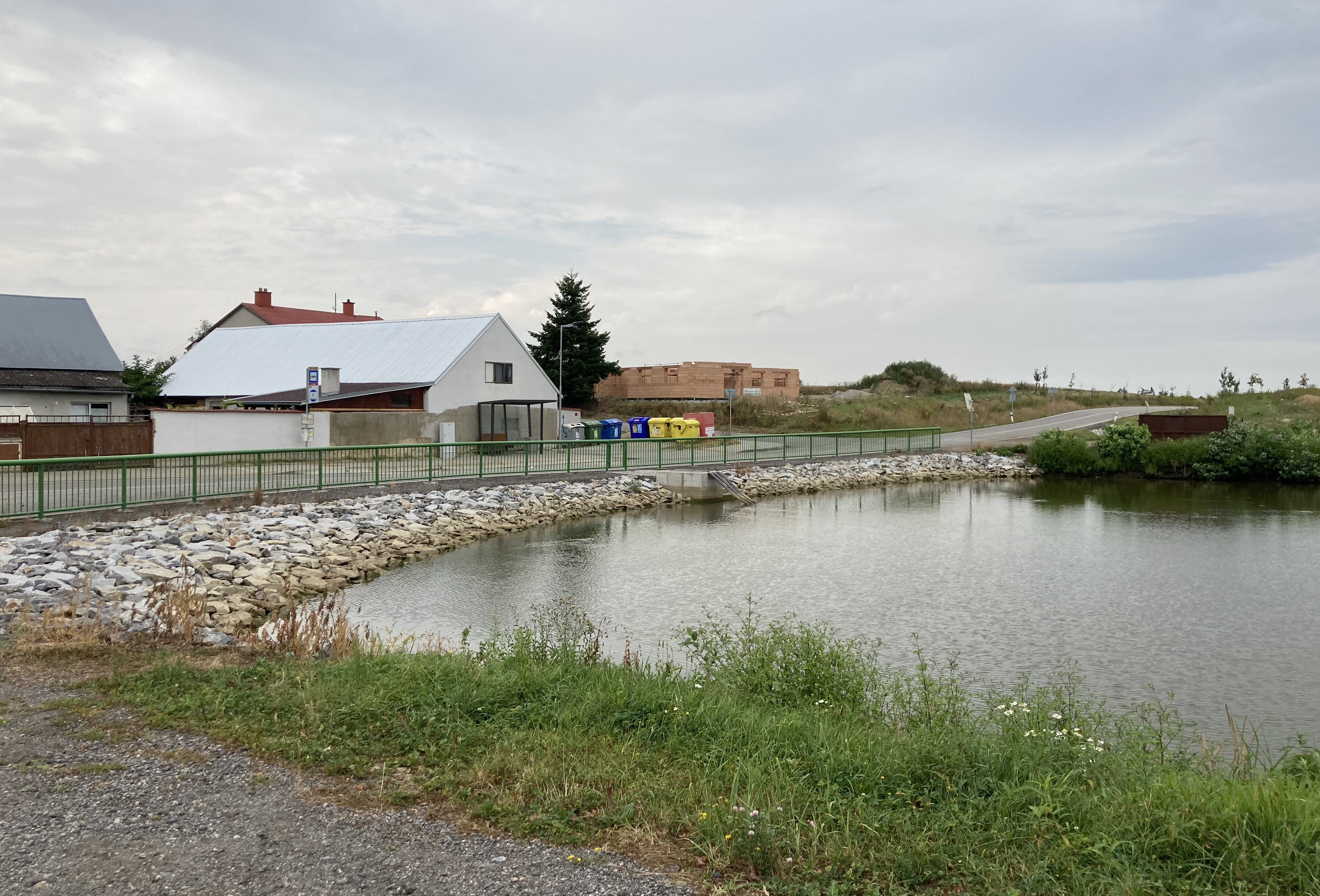
rybník ve středu osady
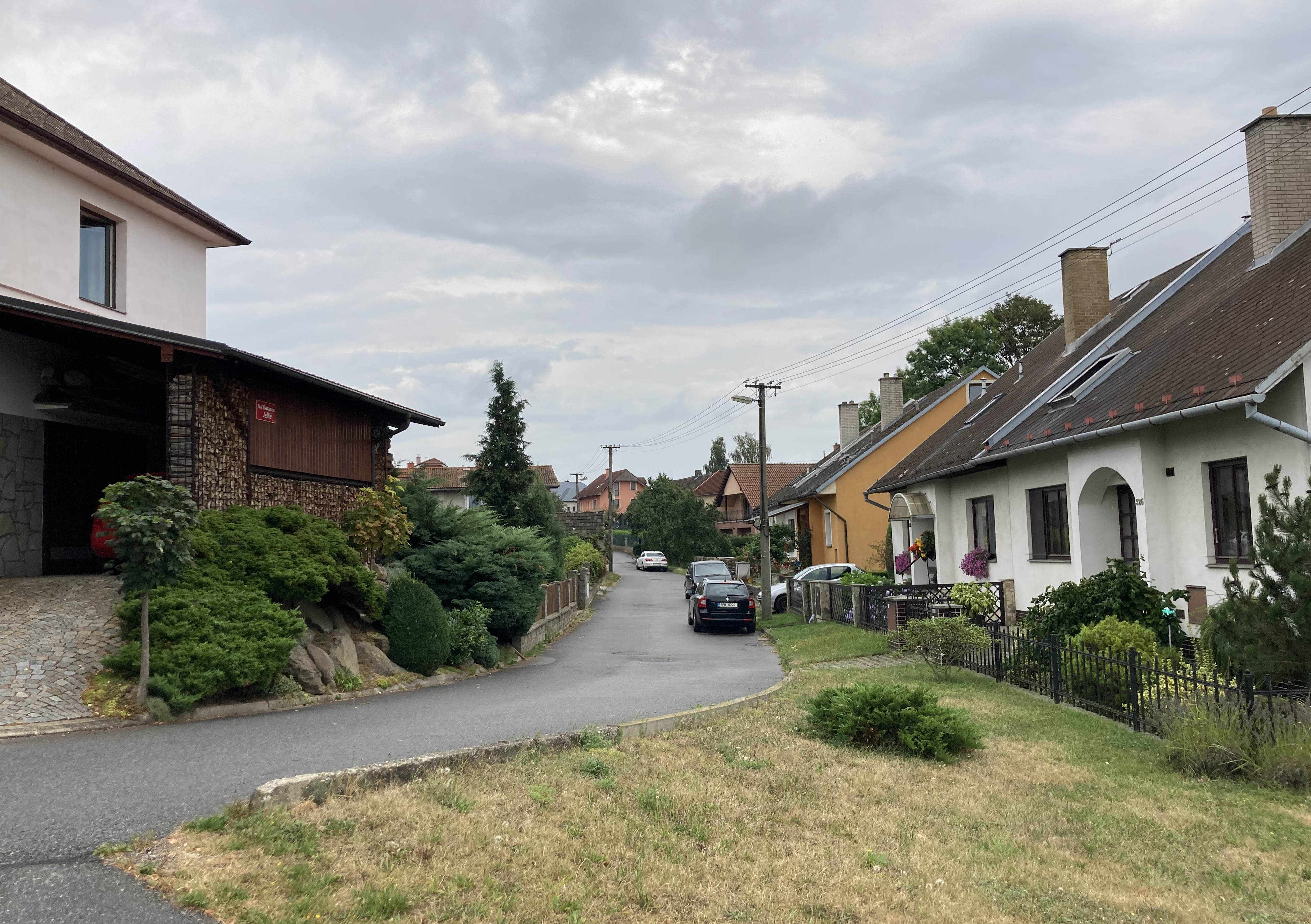
domy ve východní části
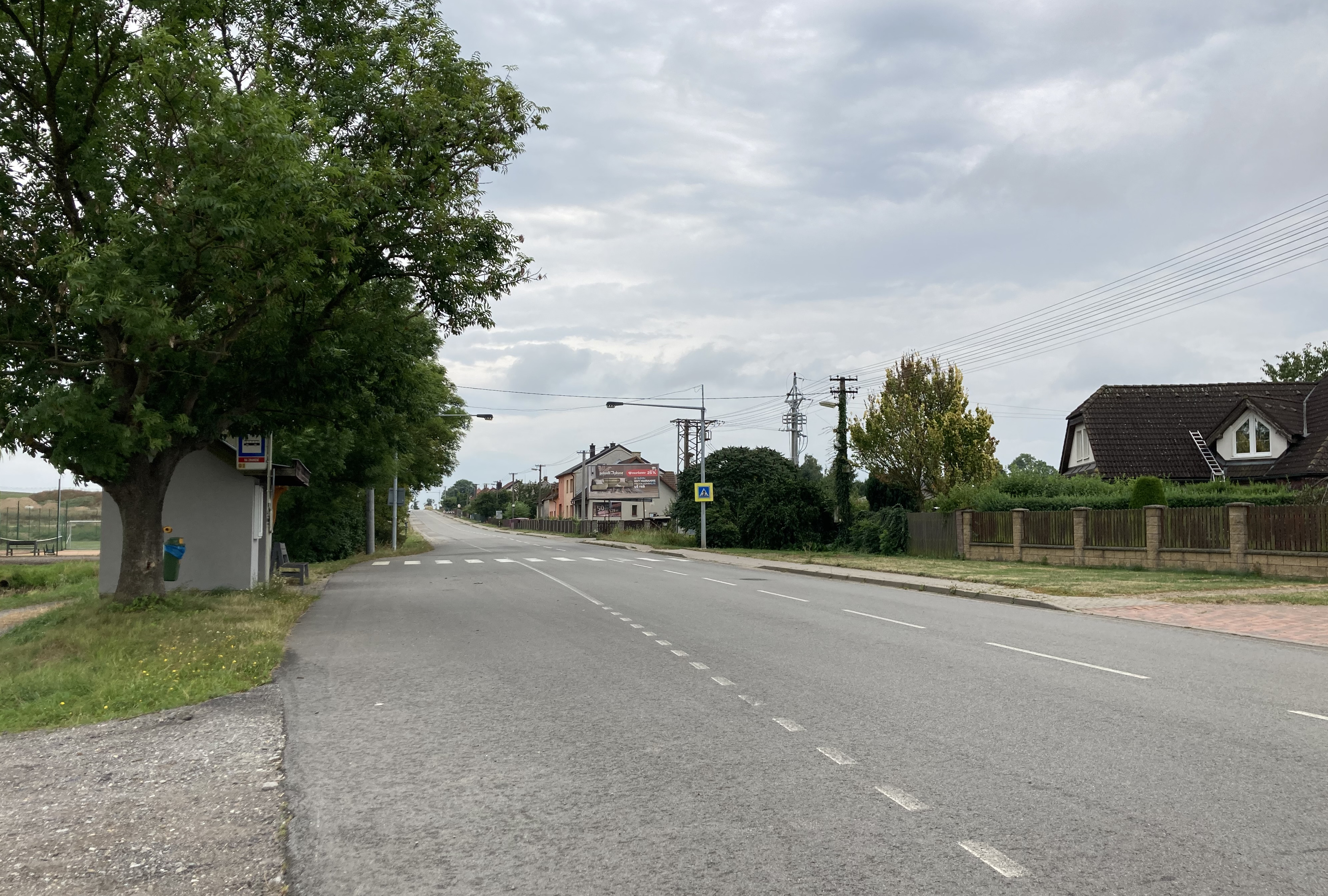
pohled na západní část